# Ніколаєв Андріян Григорович
Андрія́н Григо́рович Нікола́єв (*5 вересня 1929 — †3 липня 2004) — третій радянський космонавт (після Гагаріна і Титова), двічі Герой Радянського Союзу, член першого зоряного загону, льотчик-космонавт СРСР, генерал-майор авіації (1970), пілот космічного корабля «Восток-3» і командир корабля «Союз-9». За національністю — чуваш. Здійснив два космічні польоти — в 1962 і 1970 році — загальною тривалістю 21 доба 15 годин 20 хвилин 55 секунд.

## Життєпис
Батьки Андріяна — Григорій та Анна Олексіївна — з бідняцьких родин, уродженці села Шоршели («Чисті джерела») Маріїнсько-Посадського району Чуваської автономної республіки. Одружилися вони в 1922 році, мешкали в невеликій сільській хаті, сіяли хліб. 5 вересня 1929 року у них народився другий син — Андріян. До закінчення школи він носив прізвище Григор'єв — від імені батька, згідно з традиціями тих років. Коли в селі утворили перший в районі колгосп, батько хлопця почав працювати в ньому конюхом, а мати — дояркою на молочній фермі. У Другу світову війну Григорій помер — Андріян ще був підлітком. Крім нього у сім'ї було ще троє дітей — старший Андрій, молодші Зіна та Петро. У війну, після смерті батька, родина жила важко. Не вистачало одягу і хліба.
Андріян закінчив Шоршельську восьмирічну школу, а в 1947 році — лісотехнічний технікум в Маріїнському Посаді і за розподілом був направлений на роботу майстром лісозаготівель тресту «Южкареллес». Через три роки хлопця забрали в армію. Спочатку він навчався на курсах повітряних стрільців при Кіровабадському військовому авіаційному училищі льотчиків, а в 1951 році поступив у Чернігівське вище військове авіаційне училище льотчиків. У 1954 році Ніколаєв закінчив Фрунзенське військове авіаційне училище льотчиків. Служив в авіаційних частинах у Підмосков'ї.

### Космічна підготовка і польоти
У 1960-1982 роках Ніколаєв — в загоні радянських космонавтів. Пройшов повний курс підготовки до польотів на кораблях типу «Восток». Був дублером радянського космонавта № 2 Германа Титова під час польоту корабля «Восток-2» (серпень 1961 року).
Свій перший космічний політ Ніколаєв виконав з 11 по 15 серпня 1962 року на космічному кораблі «Восток-3». Корабель зробив 64 витки довкола Землі. Це був перший багатодобовий політ в історії космонавтики і перший груповий політ космічних кораблів — на орбіті з 12 серпня також був «Восток-4», пілотований Павлом Поповичем. Між космонавтами був встановлений двосторонній зв'язок (у Ніколаєва позивний — «Сокіл», у Поповича — «Беркут»), з кораблів навіть велися телепередачі. Політ продовжувався 3 доби 22 години 22 хвилини (спільний політ — 70 годин 23 хвилини 38 секунд).
За мужність і героїзм, проявлені під час польоту, майору Ніколаєву Указом Президії Верховної Ради СРСР від 18 серпня 1962 року присвоєно звання Героя Радянського Союзу з врученням ордена Леніна і медалі «Золота Зірка» (№ 11116).

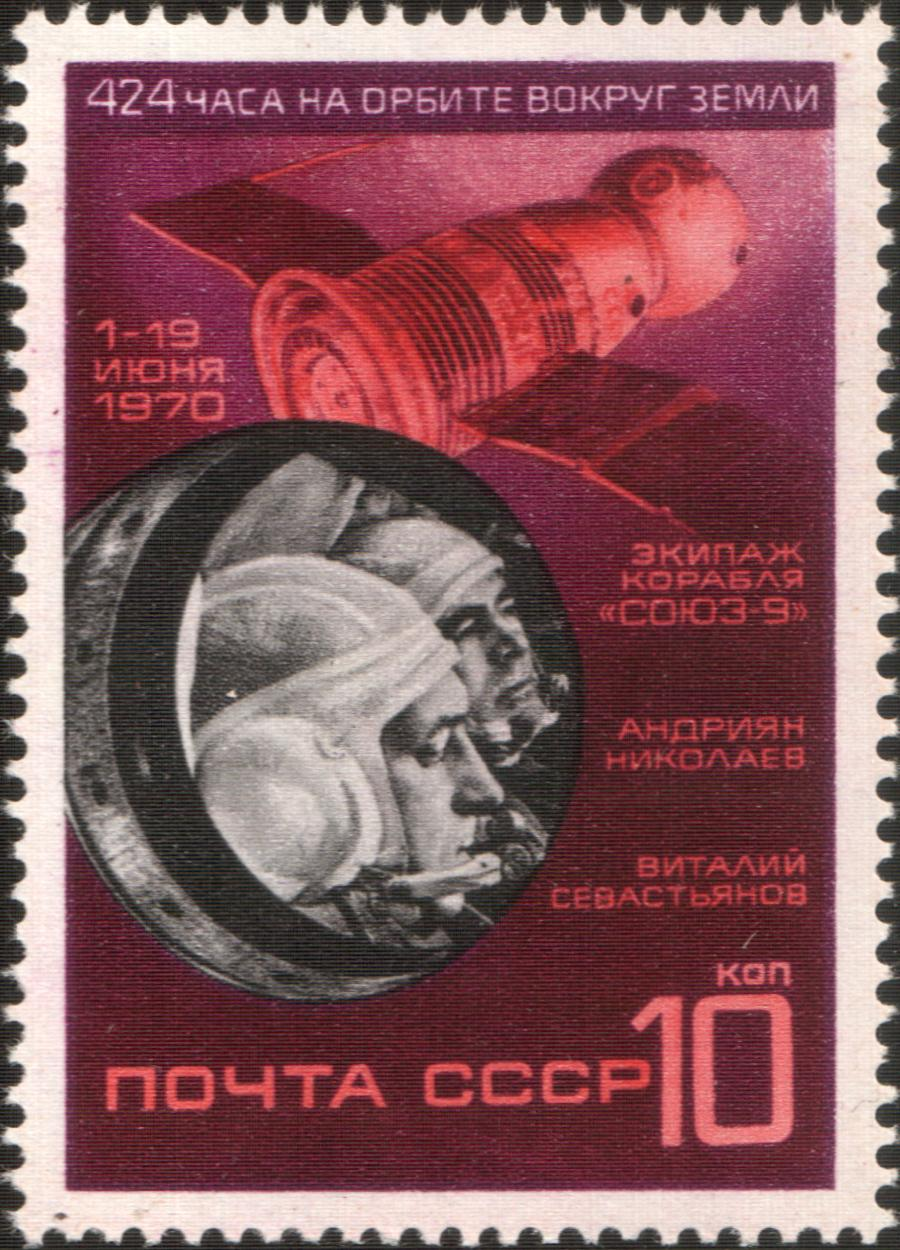
Поштова марка СРСР з Адріаном Ніколаєвим за 1970 рік "Політ космічного корабля «Союз-9»

З 1963 Ніколаєв п'ять років — командир загону космонавтів. У 1968 без відриву від основної роботи закінчив московську Військово-повітряну інженерну академію імені М. Є. Жуковського (інженерний факультет). Проходив підготовку до польоту за «місячною» програмою, був командиром одного з екіпажів. Після закриття радянської «місячної» програми готувався до польотів на кораблях типу «Союз». Був командиром дублюючого екіпажу під час польоту космічного корабля «Союз-8» (жовтень 1969 року). А з 1 по 18 червня 1970 року спільно з бортінженером Віталієм Севастьяновим здійснив свій другий космічний політ — як командир корабля «Союз-9». У польоті, що продовжувався 17 діб 16 годин 58 хвилин 55 секунд, виконав програму науково-технічних і медико-біологічних досліджень. На той час це був найтриваліший політ в історії космонавтики.
За мужність і героїзм, проявлені під час космічного польоту, полковник Ніколаєв 3 липня 1970 року був нагороджений другою медаллю «Золота Зірка».
У 1968-1974 роках Ніколаєв — заступник, а з 1974 року — перший заступник начальника Центра підготовки космонавтів імені Гагаріна. Прослужив на цій посаді до виходу у відставку.

### Останні роки і смерть
Ніколаєв — депутат Верховної Ради РРФСР 6-11-го скликань. Народний депутат РРФСР з 1990 по 1993 рік.
З 1992 року генерал-майор авіації Ніколаєв — в запасі. Жив в Зоряному містечку Щолковського району Московської області. Раптово помер від обширного повторного інфаркту міокарду, ускладненого кардіогенним шоком і важким порушенням ритму серця, увечері 3 липня 2004 року в столиці Чувашії — Чебоксарах, де як головний суддя брав участь в роботі суддівського корпусу на V Всеросійських сільських спортивних іграх. За рішенням президента Чувашії Миколи Федорова 6 липня 2004 року з військовими почестями був урочисто похований на батьківщині — в селі Шоршели на території Музею космонавтики (відкритий в 1972 році), з чим не погодилася єдина донька Ніколаєва — Олена Майорова. Вона наполягає на перепохованні батька в Зоряному містечку.
День поховання Ніколаєва був оголошений в Чувашії Днем трауру.

## Цікаві факти
- Ніколаєв був одружений з Валентиною Терешковою, першою жінкою-космонавтом Землі. Їхнє весілля відбулося 3 листопада 1963 року, серед гостей був сам Микита Хрущов. 8 червня 1964 року у подружжя народилася дочка Олена — перша у світі дитина, і батько, і мати якої були космонавтами. Але через 18 років спільного життя, в 1982, вони розлучилися. До того Терешкова мала подвійне прізвище Ніколаєва-Терешкова.
- 22 січня 1969 року в Кремлі автомобіль, в якому їхали Леонов, Ніколаєв, Терешкова і Береговий, обстріляв офіцер Віктор Ільїн, який сплутав його з машиною Брежнєва (Береговий, який сидів поруч з шофером, трохи нагадував Брежнєва). Пострілами було смертельно поранено шофера Іллю Жаркова, а Ніколаєв зумів перехопити управління і припаркувати машину. Космонавти встигли пригнутися і залишилися цілі; лише Береговий поранився осколками скла, а Ніколаєву куля подряпала спину. Було поранено також мотоцикліста ескорту — він скерував свій мотоцикл на Ільїна і збив його, після чого терориста затримали співробітниками КДБ. Офіційно було оголошено, що «провокатор» робив замах на космонавтів.
- 18 червня 1970 року Ніколаєв повернувся з другого, на той момент — найтривалішого в світовій історії, польоту в космос. Після приземлення через те, що командир і бортінженер Севастьянов мало займалися фізичними вправами під час польоту, виникли проблеми з адаптацією організму до земних умов. Космонавти себе погано почували, не могли ходити. Цей стан в медичній літературі отримав назву «Ефект Ніколаєва».

## Нагороди і вшанування
| - Орден Червоної Зірки (1961) - Двічі Герой Радянського Союзу (18 серпня 1962, 3 липня 1970) - Орден Леніна (18 серпня 1962) - Льотчик-космонавт СРСР №3 (1962) - Заслужений майстер спорту СРСР (1962) - Почесний радист СРСР (1962) - Кандидат технічних наук (1975) - Орден Трудового Червоного Прапора (15 січня 1976) - Державна премія СРСР (1981) - Орден «За службу Батьківщині у Збройних силах СРСР» 3-го ступеня (30 травня 1988) - Медаль «За зміцнення бойової співдружності» (18 лютого 1991) - Золота медаль імені К. Е. Ціолковського Академії наук СРСР - Дев'ять ювілейних медалей | - Медаль «Золота Зірка» Героя Праці ДРВ (1962, ДРВ) - Медаль «Золота Зірка» Героя Соціалістичної Праці НРБ і орден Георгія Дімітрова (НРБ) - Орден «Кирило і Мефодій» (НРБ) - Національний орден Непалу (1963, Непал) - Орден «Державного Прапора ВНР» (1964, ВНР) - Медаль «Золота Зірка» Героя Праці МНР і орден Сухе-Батора (1965, МНР) - Орден Зірки II класу (Індонезія) - Орден «Намисто Ніла» (Єгипет) |

| - Чуваської Республіки, його ім'я першим внесено в 1962 році до Почесної Книги Трудової Слави і Героїзму Чуваської АРСР - Петрозаводська (1980) - Калуги - Каспійська - Махачкали - Нальчика - Ржева - Смоленська - Гюмрі (Вірменська РСР) - Караганди (Казахстан) - Дархана (Монголія) - Софії (Болгарія) - Варни (Болгарія) - Петрича (Болгарія) - Плевена (Болгарія) - Старої Загори (Болгарія) - Карлових Вар (Чехія) - Буіра (Алжир) | - Пам'ятний знак в Чебоксарах на Алеї Зірок - Пам'ятний знак на перетині проспекту Леніна і вулиці Космонавта Ніколаєва в Чебоксарах - Бюст в Чернігові на території Військового авіаційного училища льотчиків - Меморіальна дошка в Краснодарі на адміністративній будівлі краснодарського аеропорту з написом «Першопроходцям космосу, які тренувалися в краснодарському аеропорту восени 1960 року: Гагарін, Биковський, Нелюбов, Ніколаєв, Попович, Титов» - Пам'ятний знак-капличка на могилі Ніколаєва в селі Шоршели на території Музею космонавтики - Кратер на зворотному боці Місяця - Школу № 10 в місті Чебоксари (в 1999 році) і Кокшакасинську основну школу в Цівільському районі - Вулицю і дитячий парк в Чебоксарах |

## Книги Ніколаєва
- Николаев А. Г. Я — «Сокол». — М., 1962 (рос.)
- Николаев А. Г. Встретимся на орбите. — М., 1966 (рос.)
- Николаев А. Г. Космос — дорога без конца. — М., 1979 (рос.)